# 心裕
心裕（？—？），赫舍里氏,  滿洲正黄旗人。辅政大臣、一等公索尼第五子，索额图、噶布喇之弟弟。
康熙初年，心裕出任鑾儀使以及世管佐領。
康熙六年，索尼病逝後，繼承索尼一等伯爵。
康熙二十二年，康熙帝諭議政王大臣等：「心裕素行懶惰，屢次空班，著嚴加議處具奏」。議政王大臣等議覆：「心裕，應革去鑾儀使、佐領，其所襲伯爵，與應襲之人承襲」。康熙帝諭：「著留伯爵、罰俸一年」。
心裕后任都统及领侍卫内大臣。 
康熙四十一年，心裕因打死家奴三十余人，革去领侍卫内大臣及一等伯。
一等伯由其弟法保承袭。

## 家族
心裕属穆瑚禄都督大系赫舍里氏第六世
- 特赫訥 (高祖父)
- 瑚什穆巴顏 (曾祖父)
- 碩色 (祖父)
- 希福 (叔祖父)
- 索尼 (父)
- 妻：
  - 爱新觉罗氏，镇国公托克托慧之女，诚毅勇壮贝勒穆尔哈齐之曾孙女。
  - 瓜尔佳氏。
- 兄弟：
  - 噶布喇，孝诚仁皇后父，一等公，官至议政大臣领侍卫内大臣。
  - 噶喇珠，早卒，官至二等侍卫。
  - 索额图，官至户部尚书、保和殿大学士。
  - 科尔坤，官至头等侍卫侍卫领班。
  - 法保，先袭一等公，后袭一等伯，官至内大臣。
- 姐妹：
  - 多罗贝勒察尼夫人（察尼为豫亲王多铎第四子）。
  - 安亲王岳乐福晋。
- 子：
  - 令德，袭一等伯，官至散秩大臣。
  - 玛达哈，任笔帖式，一女为辅国将军素爾登額嫡妻。

## 相關文藝作品

### 影視作品
| 年份   | 劇名                     | 演員 | 剧中姓名 | 註解 |
| 2018年 | 電視劇《一代名相陳廷敬》 | 佟駿 | 心裕     |      |